# Anton Adelssen
Anton Adelssen (* 18. Dezember 1824 als Anton Cohn; † 29. Juni 1898 in Berlin) war ein preußischer Bankier und Mitbegründer der Deutschen Bank.

## Leben
Adelssen entstammt der Familie Cohn. Er heiratete Anna, die Tochter des preußischen jüdischen Konsuls Jacob Adelson und russischen Hofrates in Königsberg, der die Rabbinertochter Fanny Loewenstam geheiratet hatte und mit ihr sich christlich taufen ließ. Sein Schwager Jacob Adelson, der als Versicherungsmillionär am Kurfürstendamm 6 residierte, gründete zur ehrenden Bewahrung des Namens seiner Eltern eine Stiftung in Berlin.
Das Ehepaar Anton und Anna nahm den Familiennamen Adelssen an. Adelssen führte in Berlin das Bankhaus Adelssen. Er wurde zum Königlichen Generalkonsul in Griechenland ernannt. Adelssen ist auf dem Französischen Friedhof in Berlin beerdigt.
Sein Sohn Robert Adelssen trat beruflich in seine Fußstapfen und wurde Bankier und Generalkonsul.